# Андерсен, Йон (футболист, 1990)
Йон Вольф Андерсен (дат. Jon Volf Andersen; род. 4 июня 1990, Копенгаген, Дания) — датский футболист и предприниматель.

## Карьера игрока
Йон воспитывался в системе «Силькеборга». В 2009 году он перешёл в клуб второго дивизиона Дании «Ванлёзе», в составе которого дебютировал во взрослом футболе. В этой команде полузащитник провёл полтора сезона. В январе 2011 года Йон перебрался в «Херлев». Отыграв там всего полгода, он получил приглашение от клуба «Нествед», представлявшего первый дивизион страны. Полузащитник провёл 13 матчей первой половины сезона 2011/12, после чего вернулся во вторую лигу и подписал краткосрочный контракт с «Хеллерупом». Из-за травмы он сыграл всего 1 игру в самой концовке сезона.
Летом 2012 года Йон отправился на Фарерские острова и присоединился к «Б68». 27 июля он дебютировал за тофтирцев, заменив Нденде Адама Гуйе на 83-й минуте матча чемпионата Фарерских островов против клуба «ЭБ/Стреймур». Из-за череды мелких повреждений полузащитник провёл всего 8 встреч в рамках первенства архипелага, ни разу не отыграв полного матча и в основном выходя на замену в их концовках. По итогам сезоне-2012 «Б68» вылетел в первый дивизион, а Йон покинул команду и вернулся на материк.
Зимой 2013 года Йон стал игроком «Фремад Амагер» и провёл 3 матча второго дивизиона Дании во второй половине сезона 2012/13. Полузащитник играл за эту команду и в следующем сезоне. В 2014 году он ушёл в «Каструп», где провёл 4 сезона (между ними был годичный отъезд в «АБ Торнбю». В 2019 году Йон перешёл из «Каструпа» в «ФА 2000». За 3 первых сезона он сыграл всего 7 игр во втором дивизионе. Сезон 2022/23 стал для него последним в этой команде.

## Предпринимательская деятельность
В начале карьеры игрока Йон загорелся желанием создать собственный спортивный напиток, влияющий не только на физическое, но и психическое состояние. В итоге он разработал спортивный напиток «STATE». Изначально создававшийся под нужды самого Йона, напиток обрёл популярность в Дании, а его производство превратилось в бизнес с ежегодным оборотом в 30 миллионов датских крон. В 2024 году с компанией «STATE Drinks», принадлежащей Йону, стал сотрудничать известный датский футболист Расмус Хёйлунн.